# Ponthieva insularis
Ponthieva insularis är en orkidéart som beskrevs av Robert Louis Dressler. Ponthieva insularis ingår i släktet Ponthieva och familjen orkidéer.
Artens utbredningsområde är Galápagosöarna. Inga underarter finns listade i Catalogue of Life.